# Coors Brewing Company
Coors Brewing Company es una división regional de Molson Coors Brewing Company, una de las compañías de bebidas más grandes del mundo. Las operaciones en Estados Unidos son ahora parte de la empresa conjunta con SABMiller, denominada MillerCoors. Coors fabrica cerveza en Golden, Colorado, en la mayor cervecería del mundo.

## Historia

### Fundación
En 1873, dos recién llegados, los inmigrantes alemanes Adolph Coors y Jacob Schueler, establecieron una cervecería en Golden, Colorado, después de comprar una receta para fabricar cerveza tipo Pilsner a un inmigrante checo llamado William Silhan. Coors invirtió $2.000 dólares en la operación, y Schueler invirtió $18.000. Años más tarde, en 1880, Coors compró la parte de su socio y se convertiría en dueño único de la cervecería.

### Años de prohibición

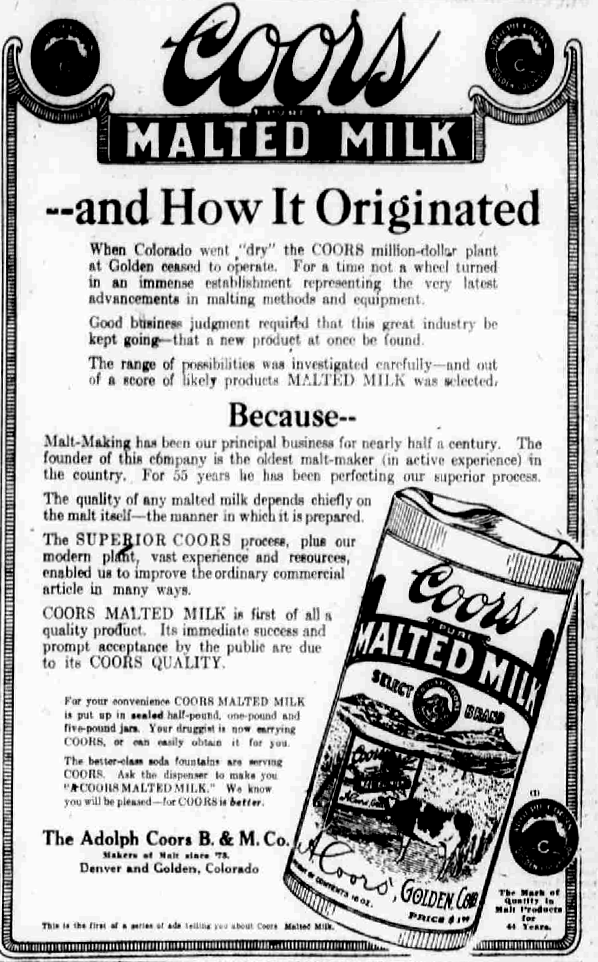
Anuncio para Coors Malted Milk, realizado en 1918.

La compañía Coors Brewing logró sobrevivir a la famosa ley seca relativamente intacta. Años antes de la Ley Volstead, Adolph Coors y sus hijos Adolph Jr., Grover y Herman crearon la empresa Adolph Coors Brewing and Manufacturing Company, que incluía marcas como Herold Porcelain y otras empresas. La cervecería en sí se convirtió en una fábrica de leche de malta, que vendía a la compañía de caramelos Mars para la producción de dulces. Manna, el reemplazo de la cerveza sin alcohol de la empresa era una cerveza similar a las bebidas no alcohólicas actuales. Por suerte, Coors y sus hijos diversificaron fuertemente sus inversiones, que incluían compañías de porcelana o de cemento, así como propiedades inmobiliarias. Todo para mantener Coors Brewing Company a flote. Hacia 1933, después del final de la prohibición, la cervecería Coors era una de las más importantes cervecerías que habían sobrevivido.

### Productos
La cerveza Coors era un producto regional y su área de venta estuvo limitada al Oeste de Estados Unidos. Mientras California y Texas eran parte del área de distribución estatal, Washington y Montana no fueron añadidos hasta 1976. Oregón, por ejemplo, no aprobó ventas en tiendas hasta 1985.
En 1959, Coors era la única compañía estadounidense que utilizaba la lata de aluminio. También en 1959, la compañía abandonó la pasteurización e introdujo el método de la esterilización para estabilizar su cerveza.
En la década de 1970, Coors puso en marcha otros muchos avances en la fabricación de la cerveza. La cerveza Coors Light fue introducida en 1978.

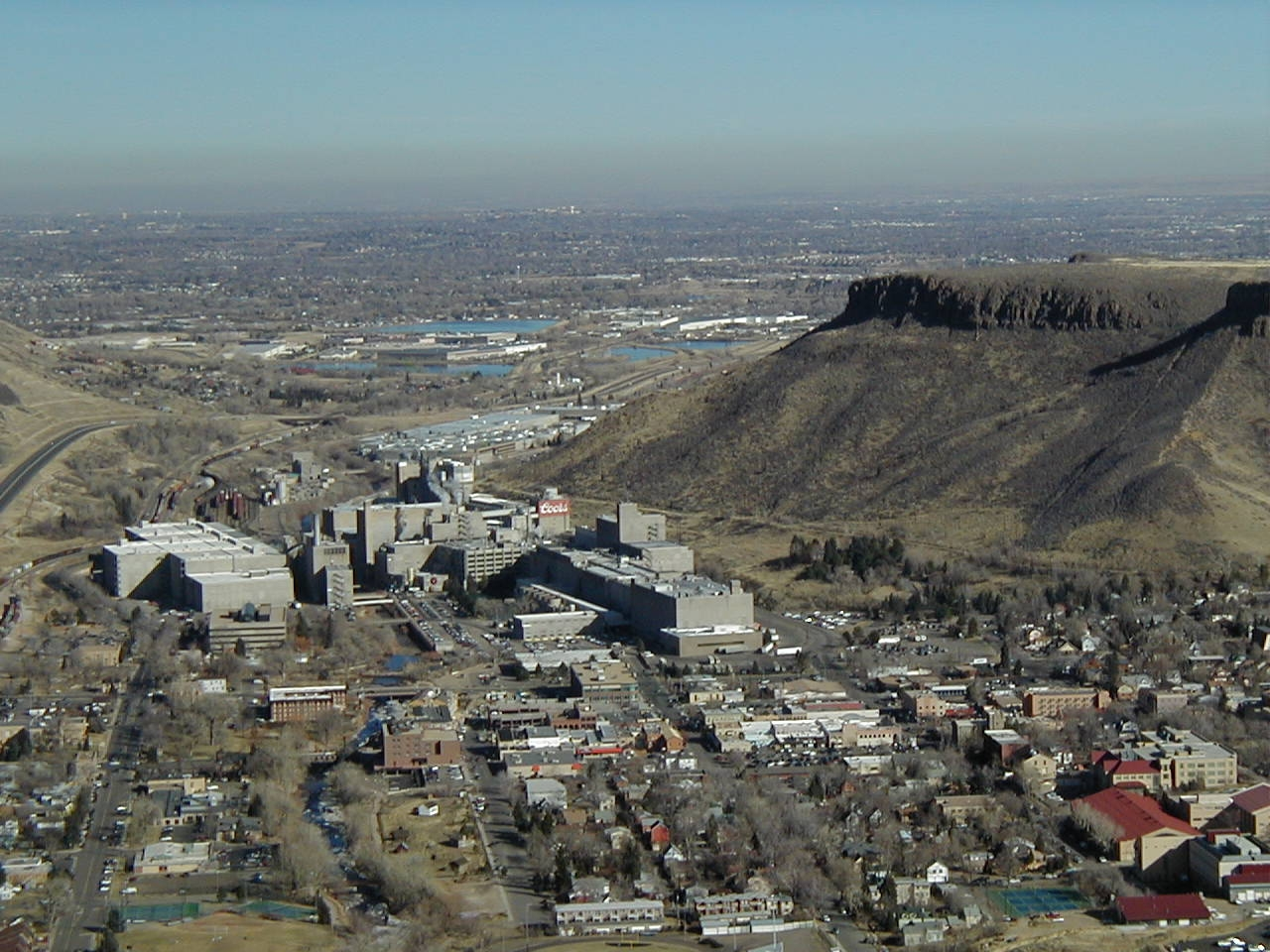
Cervecería Coors en Golden, Colorado.

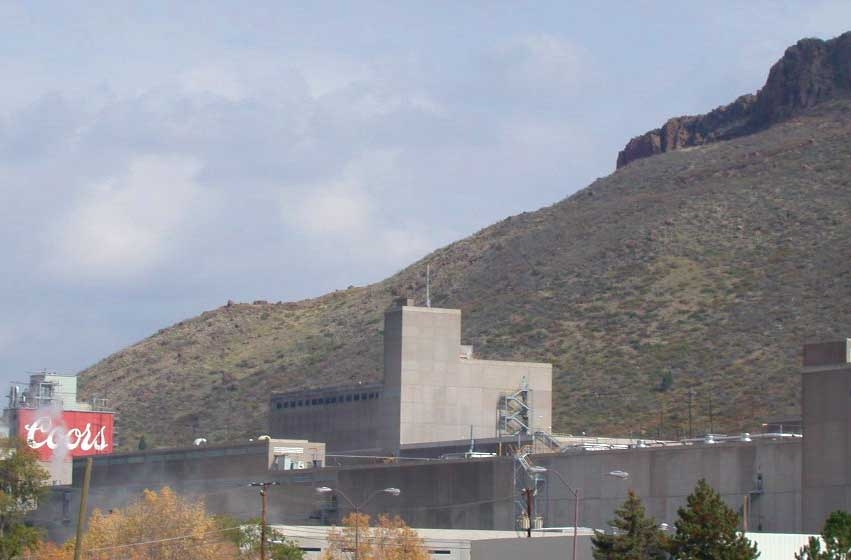
Cervecería Coors en Golden, Colorado.

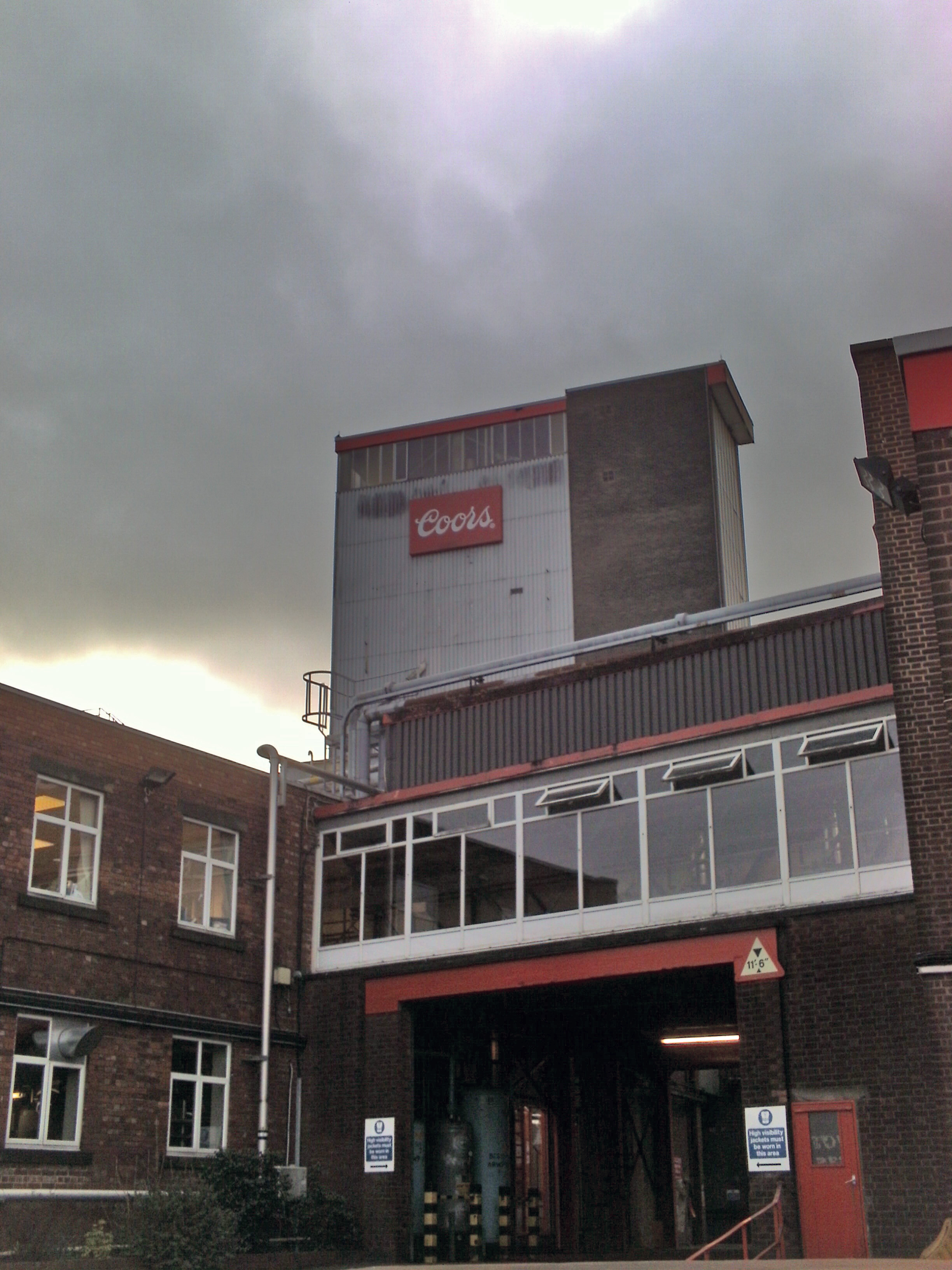
Cervecería Coors (anteriormente Graves) en Tadcaster, Yorkshire del Norte, Reino Unido.

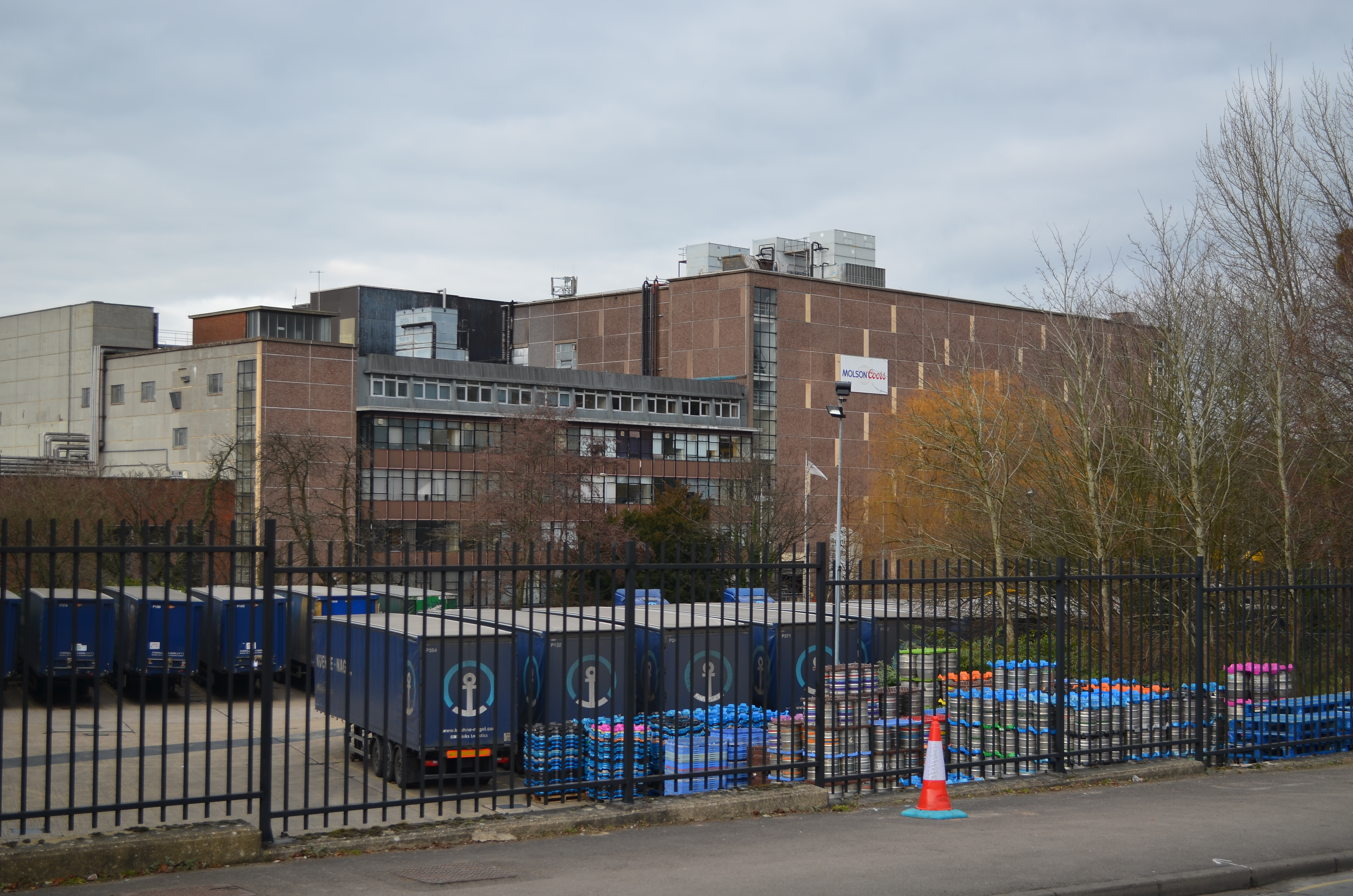
Cervecería Coors en Alton, Hampshire, Reino Unido, la cual cerró en 2015.

### Fusiones y expansión
En 2005, Coors fue clasificada como el tercer productor más grande de cerveza en los Estados Unidos, y el segundo más grande de Reino Unido, a través de su filial Coors Brewers Limited. El 22 de julio de 2004, la compañía anunció su fusión con la compañía canadiense de bebidas Molson. La fusión se completó el 9 de febrero de 2005, pasando la compañía fusionada a denominarse Molson Coors Brewing Company. En agosto de 2004, Coors Brewing Company anunció planes para construir una central de producción en Shenandoah, cerca de Elkton, Virginia.

### Asuntos de trabajo
En abril de 1977, el sindicato de trabajadores de la cervecería Coors fue a la huelga. La cervecería mantuvo la producción y anunció sanciones para los líderes de la protesta. A continuación, los sindicatos organizaron un boicot. En la década de 1980, los sindicatos lanzaron un boicot por los derechos de los gais. Un pleito federal en 1975 por la Comisión para la Igualdad de Oportunidades acabada en un poblamiento con Coors estando de acuerdo no para discriminar contra negros, hispanos, y mujeres.
En 1977, Coors estuvo acusado de despedir a gais y lesbianas.

## Influencia política
Según Russ Bellant, la compañía Coors y sus allegados han jugado un papel prominente en política norteamericana de los últimos años, apoyando muchas causas conservadoras. 
Entre tales causas se incluye una subvención de $250,000 dólares en 1973 para crear La Fundación Heritage, un think tank conservador muy influyente dentro de la política económica de los gobiernos recientes en Estados Unidos, particularmente el de Ronald Reagan y sus reaganomics.
El presidente Pete Coors fue candidato al Senado de los Estados Unidos por Colorado en 2004, en la lista del Partido Republicano.

## Marcas
Coors es responsable de más de veinte marcas diferentes de cerveza en América del Norte. Los casos más notables son Coors, Killian's, Caffrey's y Blue Moon.
El 9 de octubre de 2007, SABMiller y Molson Coors Brewing Company acordaron una empresa conjunta con el nombre de MillerCoors para sus operaciones en EE. UU.

## Nombres empresariales
- Schueler & Coors, Cervecería Dorada (1873–1880)
- Adolph Coors, Cervecería Dorada (1880–1913)
- Adolph Coors Co., Cervecería Dorada (1909–1913)
- Adolph Coors Brewing and Malting Company, Cervecería Dorada (1913–1915)
- Adolph Coors Company (1933–1989)
- Coors Brewing Company (1989–2008)
- Molson Coors (2005–2008, compañía matriz de CBC)
- MillerCoors (2008 para presentar una empresa conjunta)
- Contenedor de Metal de Montaña pedregoso (2003 a presente). Una aventura de junta en aluminio puede producción con Metal de Pelota y Coors.

## CEOs
- Adolph Coors
- Joseph Coors
- Douglas Roy Coors
- William Coors
- Frits van Paasschen
- Leo Kiely – actual CEO de Molson Coors Brewing Company
- Peter Swinburn – actual CEO de Coors Brewing Company

## Marketing
Coors Brewing Company ha patrocinado multitud de eventos deportivos, así como a cientos de entidades y clubes. Por ejemplo, patrocinó el Chelsea Football Club de 1994 a 1997, o al Carling, equipo de la Premier League, de 1993 a 2001. Desde 2003 ha patrocinado la Copa de la Liga de fútbol inglés. Otros clubes como el Rangers Football Club o el Celtic Football Club también fueron patrocinados. Coors es el patrocinador de la NASCAR y anteriormente lo fue de la National Football League (NFL,) hasta 2011.
Coors patrocinó también la escudería Chip Ganassi Racing y a conductores como a Bill Elliott (que ganó el Winston Million en 1985), Robby Gordon, Sterling Marlin, Kyle Petty, David Stremme o Regan Smith. Además, Coors es patrocinador del premio de polo en la Copa NASCAR y NASCAR Xfinity Series.
Coors y Molson son patrocinadores en la National Hockey League (NHL) de los equipos Colorado Avalanche, Detroit Red Wings, Arizona Coyotes, San Jose Sharks y otros seis equipos canadienses. La compañía posee el 20% del equipo Canadiens de Montréal (el otro 80% está en manos de la familia Molson).
Coors es también la cerveza oficial de la Asociación de Cowboys de Rodeo Profesional (PRCA) y tiene los derechos de la marca Coors Field en Denver, Colorado, con la que patrocina al equipo Colorado Rockies en béisbol. Coors patrocinó en la liga de rugbi inglesa al club Workington en 2007. También patrocinó a un equipo de hockey sobre hielo británico, el Belfast Gigants. 
Coors ha sido patrocinador principal del equipo ciclista Coors (final de la década de 1980 a mediados de 1990) y fue patrocinador en ciclismo de la Coors Classic de EE. UU., que se corrió de 1980 a 1988. Coors ha sido también patrocinador del equipo de rugbi inglés Gloucester. Coors, a través de su línea de productos "Kingsholm Ale", patrocina el estadio del Worthingtons.
La Universidad de Colorado en Boulder o la Universidad Régis han dado su nombre a distintos edificios de sus campus.
En la serie de Cobra Kai, la cerveza Coors es la bebida favorita del protagonista, Johhny Lawrence, y en casi todos los episodios, aparece la cerveza.